# ماری-پیر گاگن
ماری-پیر گاگن (به انگلیسی: Marie-Pierre Gagné) (زادهٔ ۲۸ فوریهٔ ۱۹۸۳) شناگر اهل کانادا است.